# Hell in a Cell (2022)
Cet article concerne l'édition 2022 du pay-per-view Hell in a Cell. Pour toutes les autres, voir Hell in a Cell.
Pour les articles homonymes, voir Hell in a Cell.
L'édition 2022 de Hell in a Cell est un Premium Live Event de catch (lutte professionnelle) produit par la World Wrestling Entertainment, une fédération de catch américaine qui est télédiffusée, visible en paiement à la séance sur le WWE Network. L'événement a eu lieu le 5 juin 2022 à l'Allstate Arena à Rosemont (Illinois). Il s'agit de la quatorzième et dernière édition de Hell in a Cell.

## Contexte
Les spectacles de la World Wrestling Entertainment sont constitués de matchs aux résultats prédéterminés par les scénaristes de la WWE. Ces rencontres sont justifiées par des storylines - Une rivalité entre catcheurs, la plupart du temps ou par des qualifications survenue dans les shows de la WWE, telles que Raw et SmackDown. Tous les catcheurs possèdent des gimmicks c'est-à-dire qu'ils incarnent un personnage gentil (Face) ou méchant (Heel), qui évolue au fil des rencontres. Un événement comme Hell in a Cell est donc un événement tournant pour les différentes storylines en cours,.

## Tableau des matchs
| Ordre par numéros                                                                         | Résultat                                                                                                 | Stipulation(s)                                           | Temps |
| ----------------------------------------------------------------------------------------- | --- | -------------------------------------------------------- | ----- |
| 1                                                                                         | Bianca Belair (c) bat Asuka et Becky Lynch                                                               | Triple Threat match pour le WWE Raw Women's Championship | 19:00 |
| 2                                                                                         | Bobby Lashley bat Omos et MVP par soumission                                                             | 1-on-2 Handicap match                                    | 8:30  |
| 3                                                                                         | Kevin Owens bat Ezekiel                                                                                  | Match simple                                             | 9:20  |
| 4                                                                                         | The Judgment Day (Edge, Damian Priest et Rhea Ripley) bat The Club (AJ Styles, Finn Bálor et Liv Morgan) | 6-Person Mixed Tag Team match                            | 16:00 |
| 5                                                                                         | Madcap Moss bat Happy Corbin                                                                             | No Holds Barred match                                    | 11:40 |
| 6                                                                                         | Theory (c) bat Mustafa Ali                                                                               | Match simple pour le WWE United States Championship      | 11:10 |
| 7                                                                                         | Cody Rhodes bat Seth "Freakin" Rollins                                                                   | Hell in a Cell match                                     | 24:10 |
| La lettre C placée entre parenthèses désigne la personne ou l’équipe championne en titre. | |                                                          |       |

### Articles annexes
- Liste des pay-per-views de la WWE
- WWE Hell in a Cell